# Grand Prix automobile du Japon 2014
GP précédent GP suivant
Le Grand Prix automobile du Japon 2014 (2014  Formula 1 Japanese Grand Prix), disputé le 5 octobre 2014 sur le circuit de Suzuka, est la 912e épreuve du championnat du monde de Formule 1 courue depuis 1950. Il s'agit de la trentième édition du Grand Prix du Japon comptant pour le championnat du monde de Formule 1, la vingt-sixième disputée à Suzuka et la quinzième manche du championnat 2014. 
Au volant de la Toro Rosso STR9, Max Verstappen devient, à dix-sept ans et trois jours, le plus jeune pilote de l'histoire à prendre part à une séance officielle d'essais libres dans le cadre d'un Grand Prix de Formule 1. Le samedi, alors que Sebastian Vettel annonce qu'il quittera Red Bull Racing à la fin de la saison, les Mercedes, qui ont dominé largement toutes les sessions d'essais, poursuivent leur hégémonie en qualification. En effet, les trois phases qualificatives se résument à un nouveau duel entre Lewis Hamilton et Nico Rosberg qui, pour 197 millièmes de seconde, obtient sa huitième pole position cette saison, la douzième de sa carrière. Les Williams se hissent en deuxième ligne grâce à Valtteri Bottas devant Felipe Massa. Fernando Alonso, cinquième, part de la troisième ligne, aux côtés de Daniel Ricciardo. La quatrième ligne est occupée par les deux McLaren de Kevin Magnussen et Jenson Button.
Le Grand Prix, disputé sous une pluie battante, est marqué par le très grave accident de Jules Bianchi, au quarante-deuxième tour. Un tour plus tôt, Adrian Sutil, parti en aquaplanage dans la courbe « Dunlop » (virage no 7), écrase sa Sauber C33 dans le mur de pneus. Un engin de levage est dépêché sur place pour la dégager tandis qu'un double drapeau jaune est brandi sur la zone. À cet instant, Bianchi perd le contrôle de sa monoplace, au même endroit et pour les mêmes raisons ; la Marussia MR03 percute la dépanneuse avec une rare violence et s'encastre dessous au point de la soulever. Le Français, retiré inconscient de sa voiture, est conduit en ambulance vers l'hôpital Mie de Yokkaichi avec de lourdes blessures à la tête. Après neuf mois de coma, il meurt, le 17 juillet 2015, des suites de ses blessures. C'est le premier accident mortel lors d'un Grand Prix de Formule 1 depuis le Grand Prix de Saint-Marin 1994 et la mort d'Ayrton Senna. 
Après que la voiture de sécurité et le véhicule médical entrent en piste, la course est définitivement stoppée sur drapeau rouge après quarante-quatre tours sur les cinquante-trois prévus.  Lewis Hamilton remporte sa huitième victoire de la saison et la trentième de sa carrière. Plus à l'aise que son coéquipier Nico Rosberg avec le comportement survireur de la Mercedes W05 dans ces conditions particulières, il le dépasse par l'extérieur dans le premier virage au vingt-neuvième tour et conserve les commandes jusqu'au bout, tournant plus d'une seconde plus vite que le reste du plateau. Rosberg assure un huitième doublé des Flèches d'Argent en 2014, Sebastian Vettel monte sur son quatrième podium de la saison et précède son coéquipier Daniel Ricciardo. Jenson Button amène sa McLaren en cinquième position devant les deux Williams de Valtteri Bottas et Felipe Massa. Nico Hülkenberg huitième, Jean-Éric Vergne et Sergio Pérez prennent les points restants. 
Lewis Hamilton conserve la tête du championnat avec 266 points contre 256 pour Rosberg. Ricciardo conforte sa troisième place (193 points) devant Sebastian Vettel qui gagne une nouvelle place et est désormais quatrième avec 139 points. Fernando Alonso, qui a abandonné, recule à la cinquième place avec 133 points, juste devant Valtteri Bottas avec 130 points. Mercedes est toujours largement en tête du classement des constructeurs avec 522 points et devance Red Bull Racing (332 points). Williams, avec 201 points, reste troisième devant Ferrari (178 points) ; Force India (122 points) conserve de justesse la cinquième place face à McLaren (121 points) ; suivent Toro Rosso (29 points), Lotus F1 Team (8 points) et Marussia F1 Team (2 points).

## Essais libres

### Première séance, le vendredi de 10 h à 11 h 30
| Pos. | Pilote          | Voiture           | Chrono         | Écart     |
| ---- | --------------- | ----------------- | -------------- | --------- |
| 1    | Nico Rosberg    | Mercedes          | 1 min 35 s 461 |           |
| 2    | Lewis Hamilton  | Mercedes          | 1 min 35 s 612 | + 0 s 151 |
| 3    | Fernando Alonso | Ferrari           | 1 min 36 s 037 | + 0 s 576 |
| 4    | Valtteri Bottas | Williams-Mercedes | 1 min 36 s 576 | + 1 s 115 |
| 5    | Kimi Räikkönen  | Ferrari           | 1 min 37 s 187 | + 1 s 726 |
| 6    | Kevin Magnussen | McLaren-Mercedes  | 1 min 37 s 327 | + 1 s 866 |

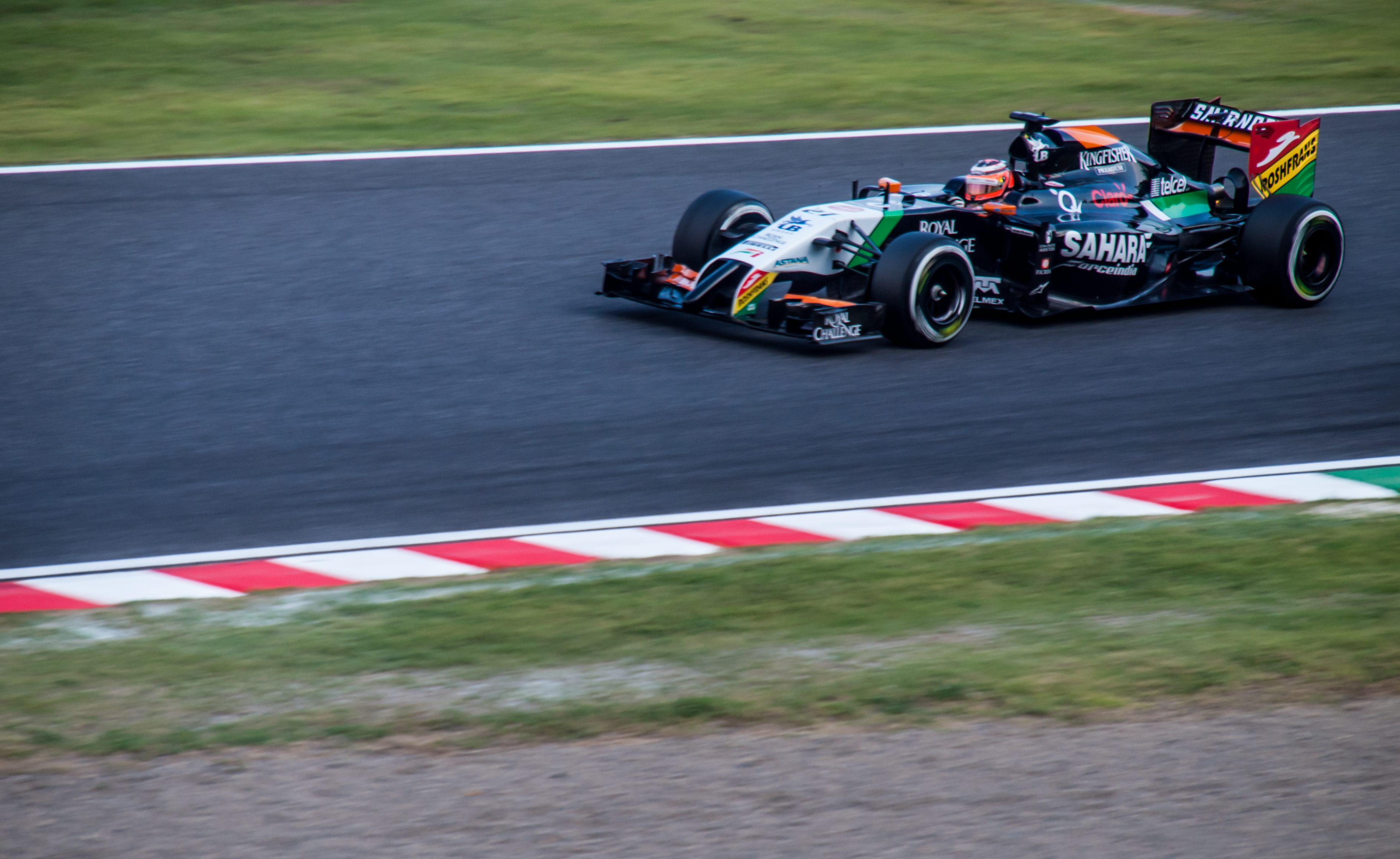
Nico Hülkenberg lors des essais du Grand Prix automobile du Japon 2014.

La première séance d'essais du Grand Prix du Japon se déroule sous la menace du typhon Phanfone ; s'il ne pleut plus et que la piste est désormais quasiment sèche hormis quelques taches d'humidité dues aux averses nocturnes, le ciel voilé reste très menançant. Contrairement à ce qui était annoncé, Will Stevens, pilote-essayeur chez Marussia F1 Team, ne remplace pas Max Chilton mais est confirmé au poste de pilote de réserve aux côtés d'Alexander Rossi et devrait rouler d'ici la fin de la saison,,,,,.
Tous les pilotes effectuent leur tour d'installation, dont le jeune Max Verstappen qui se plaint immédiatement de rencontrer des problèmes avec sa troisième vitesse. Après vingt minutes, Roberto Merhi, en 1 min 44 s 564, établit le premier tour chronométré avant de partir en tête-à-queue dans le virage Spoon. Valtteri Bottas améliore dans la foulée, en 1 min 37 s 436,,. 
Nico Rosberg passe ensuite en tête en 1 min 36 s 437 en améliorant d'une seconde pleine ; il devance d'un dixième de seconde son coéquipier Lewis Hamilton. Après une demi-heure et alors que tous les pilotes sont aux stands, Rosberg et Hamilton dominent toujours le classement devant Bottas, Fernando Alonso et Daniil Kvyat ; Verstappen est treizième, à trois secondes du meilleur temps. Rosberg tourne ensuite en 1 min 36 s 244,,. 
Pendant un quart d'heure, aucun pilote n'est présent en piste puis les pilotes Mercedes se relancent à l'assaut du chronomètre : alors que le cap de la mi-séance est juste dépassé, Rosberg réalise, en 1 min 35 s 461, le meilleur temps de la session, encore un dixième de seconde de mieux que son coéquipier. Alonso se rapproche à une demi-seconde de la première place au moment où Merhi part en dérapage dans Spoon. Nico Rosberg devance Hamilton, Alonso, Bottas, Kimi Räikkönen, Kevin Magnussen, Daniel Ricciardo, Jenson Button, Sebastian Vettel et Kvyat,,. 
Lors de la dernière demi-heure, les pilotes réalisent de longs relais avec le plein d'essence pour simuler les conditions de course. À sept minutes du terme, Verstappen, douzième à quatre dixièmes de seconde de son coéquipier Daniil Kvyat, abandonne sa Toro Rosso STR9, fumante, sur le bas-côté de la piste,,. 
- Roberto Merhi, pilote essayeur chez Caterham F1 Team, remplace Kamui Kobayashi lors de cette séance d'essais.
- Max Verstappen, pilote essayeur chez Scuderia Toro Rosso, remplace Jean-Éric Vergne lors de cette séance d'essais.

### Deuxième séance, le vendredi de 14 h à 15 h 30
| Pos. | Pilote           | Voiture           | Chrono         | Écart     |
| ---- | ---------------- | ----------------- | -------------- | --------- |
| 1    | Lewis Hamilton   | Mercedes          | 1 min 35 s 078 |           |
| 2    | Nico Rosberg     | Mercedes          | 1 min 35 s 318 | + 0 s 240 |
| 3    | Valtteri Bottas  | Williams-Mercedes | 1 min 36 s 279 | + 1 s 201 |
| 4    | Jenson Button    | McLaren-Mercedes  | 1 min 36 s 409 | + 1 s 331 |
| 5    | Sebastian Vettel | Red Bull-Renault  | 1 min 36 s 436 | + 1 s 358 |
| 6    | Kimi Räikkönen   | Ferrari           | 1 min 36 s 529 | + 1 s 451 |

La deuxième séance d'essais libres commence sous une température ambiante de 28-29 °C, la piste étant à 44 °C. Le temps est au beau fixe quand Romain Grosjean établit le premier temps de référence en 1 min 38 s 301 ; son coéquipier Pastor Maldonado est moins en verve puisque le montage d'une sixième unité de puissance sur sa Lotus E22 (alors que le quota annuel est de cinq) le condamne à une pénalisation d'un recul de dix places sur la grille de départ,,.
Kevin Magnussen passe en tête en 1 min 37 s 278 au moment où le régional de l'étape, Kamui Kobayashi, qui n'a pas tourné lors de la première séance, part à la faute et tape le rail dans le virage no 4. Quelques minutes plus tard, Jean-Éric Vergne range sa Toro Rosso STR9 sur le côté de la piste, comme l'avait fait Verstappen le matin. Daniel Ricciardo prend la tête du classement 1 min 37 s 186 avant de provoquer à son tour le déploiement des drapeaux jaunes lorsqu'il écrase sa Red Bull RB10 dans le mur de pneus à la sortie de la dernière chicane. La direction de course neutralise finalement la séance au drapeau rouge pour permettre le dégagement de la monoplace initialement parquée dans un endroit jugé trop dangereux pour la sécurité,,.
La séance est relancée à cinquante minutes du terme et Lewis Hamilton en prend la tête en 1 min 35 s 432 ; il devance son coéquipier Nico Rosberg qui a commis une petite faute dans le dernier secteur. La session est alors une nouvelle fois encore interrompue par un drapeau jaune consécutif à la sortie de piste d'Esteban Gutiérrez dont la Sauber C33 tape le mur à Spoon. Grosjean et Hamilton rattrapent de justesse plusieurs travers tandis que Rosberg améliore sa performance mais reste 2 dixièmes de seconde derrière son coéquipier ; suivent Valtteri Bottas, Jenson Button et Sebastian Vettel. Sergio Pérez est le seul pilote à n'avoir pas effectué le moindre tour chronométré, immobilisé par un souci technique,,.
À la mi-séance, tandis que le ciel se charge de nuages, Fernando Alonso se relance en piste avec les pneus tendres et est imité par de nombreux autres pilotes ; ainsi chaussé, Hamilton, en 1 min 35 s 078, établit le meilleur temps de la journée. Une pluie fine perturbe les dernières minutes de la séance et provoque les sorties de piste de Vettel et de Kimi Räikkönen, sans conséquence. Un nouvel arrêt en piste de Jean-Éric Vergne incite la direction de course à stopper définitivement la séance à trois minutes du terme,,.

### Troisième séance, le samedi de 11 h à 12 h
| Pos. | Pilote           | Voiture           | Chrono         | Écart     |
| ---- | ---------------- | ----------------- | -------------- | --------- |
| 1    | Nico Rosberg     | Mercedes          | 1 min 33 s 228 |           |
| 2    | Lewis Hamilton   | Mercedes          | 1 min 34 s 210 | + 0 s 982 |
| 3    | Fernando Alonso  | Ferrari           | 1 min 34 s 439 | + 1 s 211 |
| 4    | Felipe Massa     | Williams-Mercedes | 1 min 34 s 564 | + 1 s 336 |
| 5    | Valtteri Bottas  | Williams-Mercedes | 1 min 35 s 061 | + 1 s 833 |
| 6    | Daniel Ricciardo | Red Bull-Renault  | 1 min 35 s 086 | + 1 s 858 |

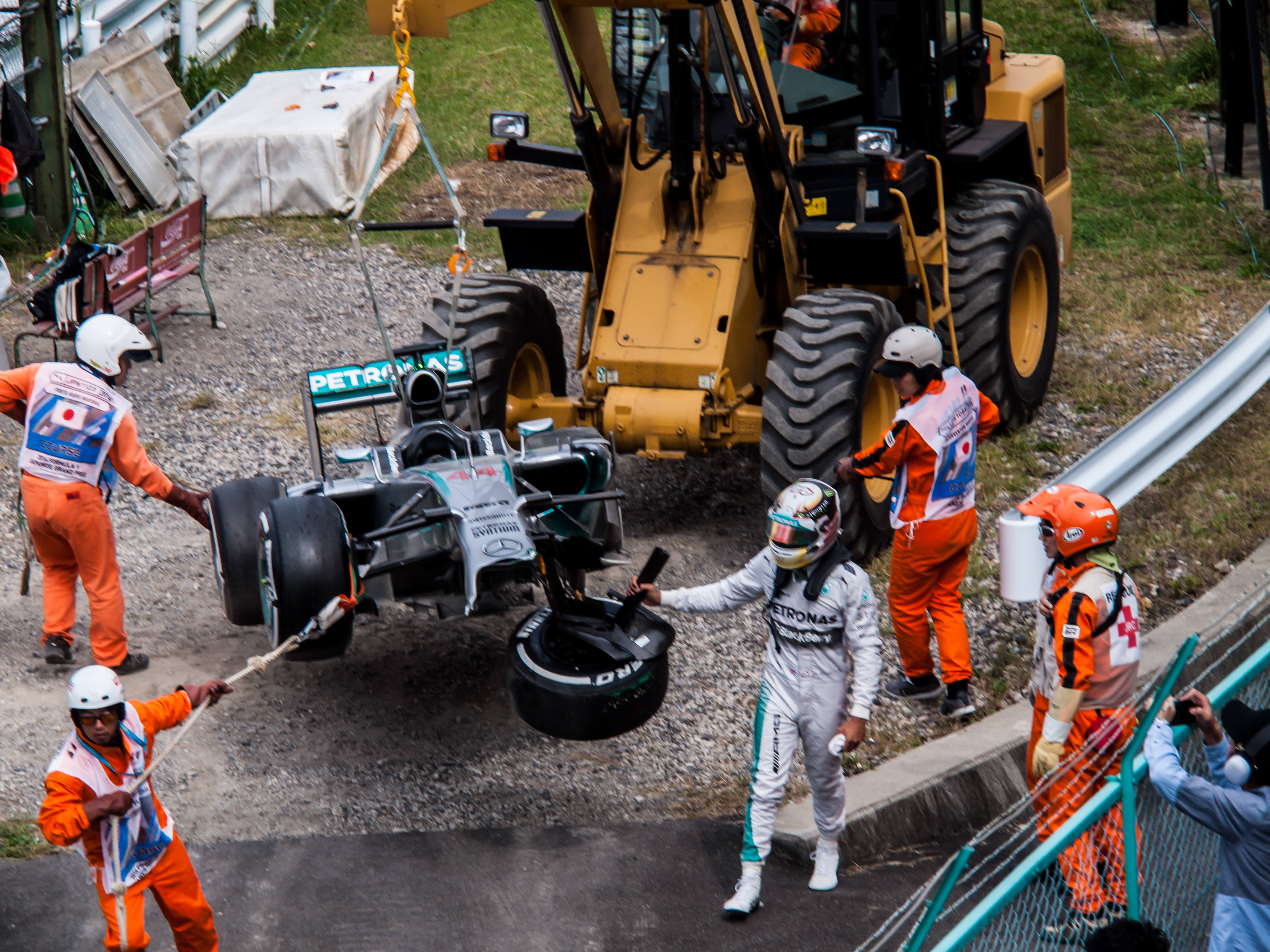
L'évacuation de la monoplace d'Hamilton après son accident lors des essais libres.

La troisième et dernière séance d'essais libres commence sur une piste sèche ; les pilotes s'élancent immédiatement et Jean-Éric Vergne établit le temps de référence en 1 min 36 s 886. Au fur et à mesure que les pilotes prennent la piste, les temps s'améliorent : Kevin Magnussen tourne en 1 min 36 s 622, Daniel Ricciardo en 1 min 36 s 327 et Jenson Button en 1 min 36 s 299,,.
Ricciardo reprend la tête en 1 min 35 s 885 puis s'incline face à Fernando Alonso (1 min 34 s 837) qui ne peut rien face aux pilotes mercedes : Nico Rosberg tourne en 1 min 34 s 516 et Lewis Hamilton améliore en 1 min 34 s 210 à la mi-séance,,. 
Les pilotes rentrent alors aux stands pour chausser les pneus les plus tendres en vue de préparer les qualifications. Sebastian Vettel, victime d'une nouvelle défaillance de son unité de puissance immobilise sa Red Bull RB10 peu avant Vergne qui abandonne après seulement huit tours ; la Toro Rosso STR9 n'a terminé aucune des trois sessions d'essais à Suzuka. Kimi Räikkönen abandonne lui aussi peu après,,.  
Devant, en pneus tendres, Hamilton précède toujours Rosberg, Alonso, Ricciardo, Valtteri Bottas et Felipe Massa. Dans les dernières minutes, Rosberg prend le premier temps chronométré, en 1 min 33 s 228, une seconde pleine de mieux que son coéquipier ; les pilotes Williams améliorent chacun leur tour (Bottas en 1 min 35 s 061 et Massa en 1 min 34 s 564) et Ricciardo, en 1 min 35 s 086, rétrograde en sixième position. Lewis Hamilton, en tentant de répliquer, écrase sa Mercedes dans le muret du virage no 1. Nico Rosberg conserve le meilleur temps de la matinée devant Hamilton, Alonso, Massa, Bottas, Ricciardo, Magnussen et Vergne,,.

## Séance de qualifications

### Résultats des qualifications

#### Session Q1
La séance de qualification du Grand Prix du Japon débute sur une piste sèche ; si Pastor Maldonado écope d'une pénalité d'un recul de dix places sur la grille de départ pour utilisation d'un sixième moteur en cours de saison, Lewis Hamilton est plus chanceux car ses mécaniciens ont réussi à réparer sa monoplace après sa sortie de piste matinale avant le début de la première phase qualificative. Les deux pilotes Mercedes, en pneus durs tout comme leurs rivaux, s'installent immédiatement en tête du classement, Nico Rosberg tournant en 1 min 33 s 671 et Hamilton en 1 min 33 s 611),,. 
Derrière, la lutte pour la troisième place oppose Valtteri Bottas (1 min 34 s 301), son coéquipier Felipe Massa (1 min 34 s 483) et Fernando Alonso (1 min 34 s 497). Alors qu'il reste encore cinq minutes avant le drapeau à damier, les pilotes restent en pneus durs et le haut du classement se fige. Les six pilotes éliminés sont Max Chilton et son coéquipier Jules Bianchi, Kamui Kobayashi et son coéquipier Marcus Ericsson ainsi que Pastor Maldonado et son coéquipier Romain Grosjean,,.

#### Session Q2
Les pilotes les plus en verve lors de la première phase qualificative ont réussi à économiser un train de pneus tendres, ce qui va leur permettre d'accroître leurs chances d'accéder à la Q3 tandis que les équipes de milieu de plateau doivent rapidement chausser un nouveau train de pneus tendres pour éviter l'élimination. Les pilotes s'élancent en piste dès son ouverture et Adrian Sutil fixe le temps de référence en 1 min 36 s 656,,.
Sergio Pérez améliore en 1 min 35 s 801 mais est battu par Valtteri Bottas, en 1 min 33 s 801. Après plusieurs minutes, tous décident de chausser les pneus tendres et Nico Rosberg améliore sa précédente performance de 7 dixièmes de secondes et, en 1 min 32 s 950, passe en tête avec 32 millièmes de seconde d'avance sur son coéquipier Lewis Hamilton ; Bottas, repoussé à une seconde pleine, devance Fernando Alonso et Felipe Massa,,.
Dans les dernières minutes, tous les pilotes hormis Rosberg et Hamilton qui disposent d'une confortable marge de sécurité, remontent en piste mais les positions n'évoluent guère sauf pour les deux pilotes Red Bull Racing Daniel Ricciardo et Sebastian Vettel qui arrachent leur passage en Q3. Les six pilotes éliminés sont Sutil et son coéquipier Esteban Gutiérrez, Nico Hülkenberg et son coéquipier Pérez, Daniil Kvyat et son coéquipier Jean-Éric Vergne qui écope, de plus, d'une pénalité d'un recul de dix places pour utilisation d'un sixième moteur,,.

#### Session Q3
À l'issue de leur première tentative, Nico Rosberg, en 1 min 32 s 629, réalise la meilleure performance en améliorant de trois dixièmes de seconde sa performance en Q2. Il devance son coéquipier Lewis Hamilton (1 min 32 s 946) ; suivent Valtteri Bottas, Felipe Massa, Fernando Alonso, Kevin Magnussen, Daniel Ricciardo, Jenson Button et Sebastian Vettel. Kimi Räikkönen, qui n'a pas pris la piste, tentera de progresser dans le classement sur un seul tour lancé,,. 
À deux minutes du drapeau à damier, tous les pilotes sont en piste pour une dernière tentative. Nico Rosberg améliore en 1 min 32 s 506 et réalise la douzième pole position de sa carrière, sa huitième de la saison. Lewis Hamilton l'accompagne en première ligne, les Williams de Bottas et Massa occupent la deuxième ; suivent Alonso et Ricciardo qui précèdent les deux McLaren de Magnussen et Button et enfin Vettel et Räikkönen,,.

### Grille de départ
| Pos.                                                                                      | Pilote            | Écurie               | Qualifications 1 | Qualifications 2 | Qualifications 3 |
| ----------------------------------------------------------------------------------------- | ----------------- | -------------------- | ---------------- | ---------------- | ---------------- |
| 1                                                                                         | Nico Rosberg      | Mercedes             | 1 min 33 s 671   | 1 min 32 s 950   | 1 min 32 s 506   |
| 2                                                                                         | Lewis Hamilton    | Mercedes             | 1 min 33 s 611   | 1 min 32 s 982   | 1 min 32 s 703   |
| 3                                                                                         | Valtteri Bottas   | Williams-Mercedes    | 1 min 34 s 301   | 1 min 33 s 443   | 1 min 33 s 128   |
| 4                                                                                         | Felipe Massa      | Williams-Mercedes    | 1 min 34 s 483   | 1 min 33 s 551   | 1 min 33 s 527   |
| 5                                                                                         | Fernando Alonso   | Ferrari              | 1 min 34 s 497   | 1 min 33 s 675   | 1 min 33 s 740   |
| 6                                                                                         | Daniel Ricciardo  | Red Bull-Renault     | 1 min 35 s 593   | 1 min 34 s 466   | 1 min 34 s 075   |
| 7                                                                                         | Kevin Magnussen   | McLaren-Mercedes     | 1 min 34 s 930   | 1 min 34 s 229   | 1 min 34 s 242   |
| 8                                                                                         | Jenson Button     | McLaren-Mercedes     | 1 min 35 s 150   | 1 min 34 s 648   | 1 min 34 s 317   |
| 9                                                                                         | Sebastian Vettel  | Red Bull-Renault     | 1 min 35 s 517   | 1 min 34 s 784   | 1 min 34 s 432   |
| 10                                                                                        | Kimi Räikkönen    | Ferrari              | 1 min 34 s 984   | 1 min 34 s 771   | 1 min 34 s 548   |
| 11                                                                                        | Jean-Éric Vergne  | Toro Rosso-Renault   | 1 min 35 s 155   | 1 min 34 s 984   |                  |
| 12                                                                                        | Sergio Pérez      | Force India-Mercedes | 1 min 35 s 439   | 1 min 35 s 089   |                  |
| 13                                                                                        | Daniil Kvyat      | Toro Rosso-Renault   | 1 min 35 s 210   | 1 min 35 s 092   |                  |
| 14                                                                                        | Nico Hülkenberg   | Force India-Mercedes | 1 min 35 s 000   | 1 min 35 s 099   |                  |
| 15                                                                                        | Adrian Sutil      | Sauber-Ferrari       | 1 min 35 s 736   | 1 min 35 s 364   |                  |
| 16                                                                                        | Esteban Gutiérrez | Sauber-Ferrari       | 1 min 35 s 308   | 1 min 35 s 681   |                  |
| 17                                                                                        | Pastor Maldonado  | Lotus-Renault        | 1 min 35 s 917   |                  |                  |
| 18                                                                                        | Romain Grosjean   | Lotus-Renault        | 1 min 35 s 984   |                  |                  |
| 19                                                                                        | Marcus Ericsson   | Caterham-Renault     | 1 min 36 s 813   |                  |                  |
| 20                                                                                        | Jules Bianchi     | Marussia-Ferrari     | 1 min 36 s 943   |                  |                  |
| 21                                                                                        | Kamui Kobayashi   | Caterham-Renault     | 1 min 37 s 015   |                  |                  |
| 22                                                                                        | Max Chilton       | Marussia-Ferrari     | 1 min 37 s 481   |                  |                  |
| Temps minimal à réaliser pour la qualification : 1 min 40 s 163 (107 % de 1 min 33 s 611) |                   |                      |                  |                  |                  |

- Jean-Éric Vergne, auteur du onzième temps des qualifications, est pénalisé d'un recul de dix places sur la grille de départ après avoir utilisé un sixième moteur, le quota annuel étant fixé à cinq. Il s'élance de la vingt-et-unième et avant-dernière place de la grille[24],[25],[26].
- Pastor Maldonado, auteur du dix-septième temps des qualifications, est pénalisé d'un recul de dix places sur la grille de départ après avoir utilisé un sixième moteur, le quota annuel étant fixé à cinq. Il s'élance de la vingt-deuxième et dernière place de la grille[24],[25].

## Course

### Déroulement de l'épreuve

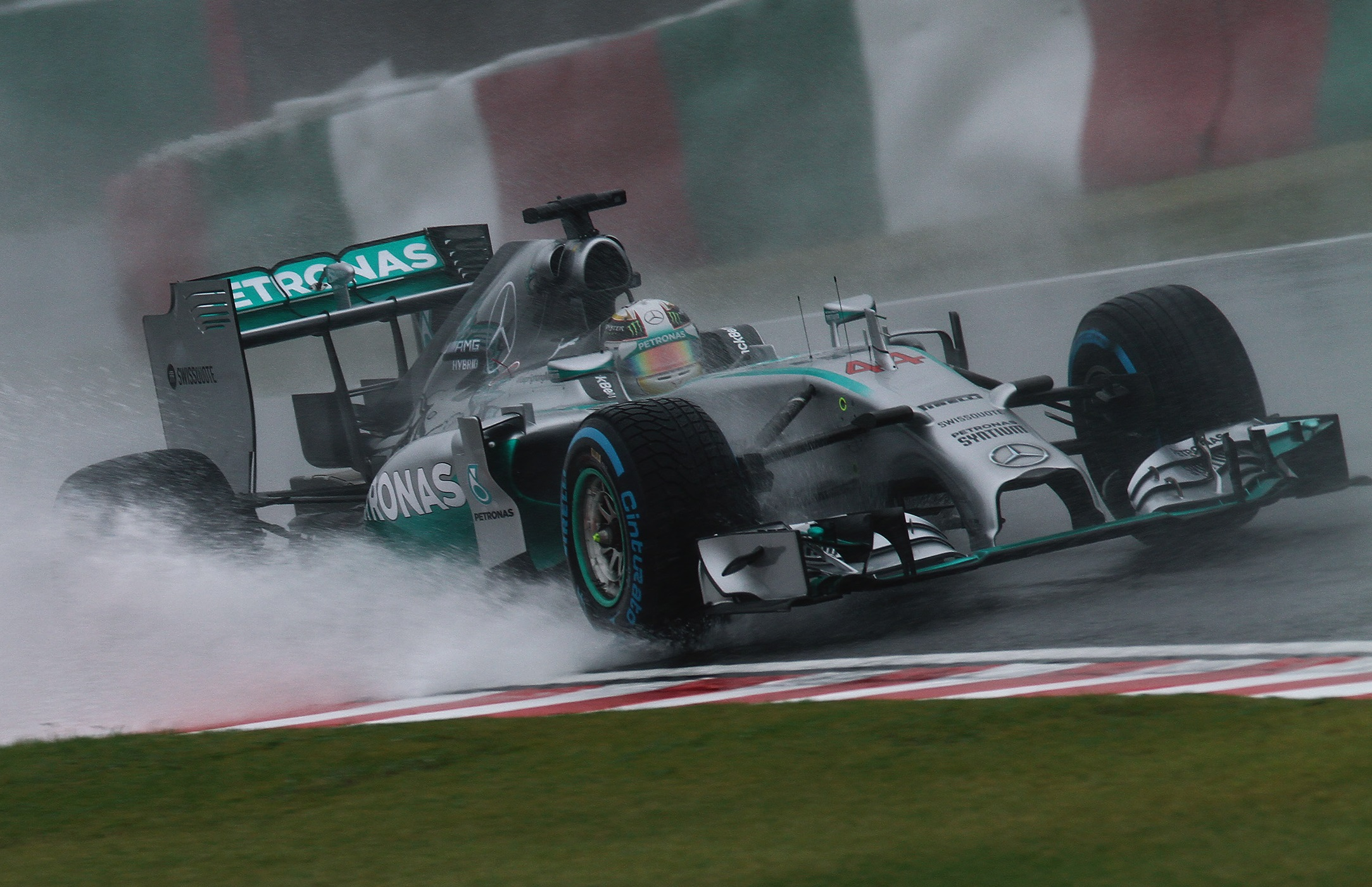
Lewis Hamilton lors du Grand Prix automobile du Japon 2014.

Menacé par le typhon Phanfone, le circuit de Suzuka se retrouve sous de très fortes pluies une demi-heure avant le départ. Les pilotes enchaînent les tours de reconnaissance afin d'évaluer la possibilité de rouler avec les pneus intermédiaires ; rapidement, il paraît impossible de tenter de s'élancer autrement qu'avec les pneus bleus « pleine pluie ». Chaque pilote dispose de trois trains de pneus pluie et de quatre trains de pneus intermédiaires. Sergio Pérez fait une sortie de piste et passe par le bac à graviers durant ses tours de reconnaissance tandis que Jenson Button, au micro de la BBC, déclare : « Il y a tant de projections, et encore, on n'est pas à pleine vitesse dans les virages sur le tour d'installation. Je ne sais pas ce qui peut se passer dans les premiers tours, c'est délicat. » La direction de course annonce que le départ sera donné derrière la voiture de sécurité au moment où une grosse averse s'abat sur le circuit. Nigel Mansell se félicite de cette décision: « Charlie Whiting a fait le bon choix une nouvelle fois, espérons juste que ça va s'améliorer, je détesterais que ce soit une course raccourcie avec des demi-points. »
Les vingt-deux monoplaces sont alignées sur une grille de départ noyée sous un déluge. Il y a tellement d'eau sur la piste que la direction de course donne le départ derrière la voiture de sécurité. Alors que les pilotes affirment souffrir d'aquaplanage dès 80 km/h, Marcus Ericsson confirme les faits en sortant de la piste à l'accélération à la sortie de la dernière chicane avant de se relancer un peu plus tard. La course est interrompue sur drapeau rouge avant même l'entame du deuxième tour ; tous les pilotes passent par la voie des stands et s'alignent dans celle-ci en attendant un nouveau départ : de fait, le deuxième tour de course est validé, permettant l'attribution de la moitié des points en cas l'arrêt définitif de l'épreuve (le classement serait celui de la grille de départ sauf pour Ericsson qui hériterait de la dernière place après sa sortie de piste). La direction de course annonce que le Grand Prix sera relancé à 15 h 25, derrière la voiture de sécurité, et que les pneus bleu « pleine pluie » seront obligatoires,,.
À l'heure indiquée par Charlie Whiting, la course est relancée derrière la voiture de sécurité. Après quelques centaines de mètres, Fernando Alonso abandonne sa Ferrari F14 T, touchée par une panne électrique, sur le bord de la piste dans les esses du premier secteur. La Ferrari est évacuée par une grue tandis que les monoplaces roulent derrière la voiture de sécurité. Les conditions de piste s'améliorent au point que Lewis Hamilton demande que la course soit enfin lancée ; il conclut ses propos avec humour en déclarant qu'il va devoir rentrer pour chausser des pneus intermédiaires. Jenson Button, sérieusement pour sa part, confirme à son stand qu'il envisage de passer les intermédiaires dès la relance ; seul Felipe Massa se plaint d'une visibilité médiocre. Le peloton est libéré à l'entame du dixième tour,,. 
Hamilton se blottit immédiatement dans les échappements de Rosberg tandis que Button et Pastor Maldonado entrent aux stands changer de pneus. Rosberg boucle son premier tour lancé avec un peu plus d'une seconde d'avance sur son coéquipier. Valtteri Bottas, troisième, est déjà relégué à plus de 5 secondes tandis que Button, en vingtième position, tourne dans le même rythme que les Mercedes. Tous comprennent dès lors qu'il est nécessaire de chausser les intermédiaires et la voie des stands se trouve encombrée à partir du douzième tour. Seules les Mercedes et Jules Bianchi, qui pointe un temps en quatrième position, restent en piste. Button passe Bottas et Ricciardo pour se retrouver troisième au treizième tour. Bianchi et Rosberg, qui possède 23 secondes d'avance, rentrent au quatorzième tour, Hamilton, qui sait qu'un arrêt au stand coûte 22 secondes, pousse au maximum avant de rentrer au tour suivant ; il sort un peu large dans une courbe du second secteur et perd quelques dixièmes de secondes ce qui permet à Rosberg de conserver le commandement de la course. Au seizième tour, après cette vague de changements de pneus, Rosberg précède Hamilton de 2 secondes, Button de 15 secondes et Bottas de 23 secondes ; suivent Massa, Vettel, Daniel Ricciardo, Nico Hülkenberg, Kimi Räikkönen et Daniil Kvyat,,.  
Kevin Magnussen rentre pour la deuxième fois alors que Sebastian Vettel, à l'épingle, et Ricciardo, dans les esses, dépassent Massa. Vettel, à nouveau à l'épingle, désormais à l'extérieur, passe Bottas et se rue à l'attaque de Button, 14 secondes devant et qui tourne toujours dans le même rythme que Rosberg. Ricciardo passe à son tour Bottas dans les esses, de la même manière qu'auparavant sur Massa. Romain Grosjean change ses pneus au vingt-deuxième tour, imité ensuite par Adrian Sutil, Maldonado, Räikkönen, Kvyat, Max Chilton et Bianchi. Hamilton, qui s'est rapproché de Rosberg (lequel est aux prises avec le comportement survireur de sa monoplace) tente une première attaque, infructueuse. Hamilton oublie de désactiver son DRS en bout de ligne droite et doit élargir sa trajectoire hors-piste, ce qui lui fait perdre du temps. Sergio Pérez, Ericsson, Hülkenberg et Kamui Kobayashi changent de pneus au moment où Lewis Hamilton, revenu dans les roues de son coéquipier à l'entame du vingt-neuvième tour, passe en tête par l'extérieur au freinage du virage no 1. Vettel change ses pneus au tour suivant, Button, Rosberg, Sutil, Magnussen, Esteban Gutiérrez, Räikkönen, Grosjean et enfin Hamilton entre les trente-deuxième et trente-sixième tours. Ricciardo, grâce à un arrêt en moins, pourrait prétendre à prendre la tête de l'épreuve mais il s'arrête au trente-septième tour alors que la pluie se remet à tomber. Massa stoppe au tour suivant, suivi par Bottas et Kobayashi. Alors qu'il pleut de plus en plus, les pneus intermédiaires restent encore les plus efficaces. En tête de course, Hamilton creuse rapidement un écart de 10 secondes sur Rosberg ; Vettel est troisième à 22 secondes et devance Button et Ricciardo, en lutte, de 2 secondes,,. 
Kvyat change ses pneus au quarantième tour, Maldonado et Magnussen au quarante-et-unième puis Button au quarante-deuxième. Les pilotes McLaren tentent un nouveau pari en chaussant les pneus « pleine pluie » mais Button perd du temps car il doit changer son volant ; le pari échoue définitivement quand deux accidents mettent un terme à la course. D'abord, la voiture de Sutil part en aquaplanage dans le virage no 7 et s'écrase contre un mur de pneus, puis au tour suivant, Jules Bianchi, victime du même phénomène, sort de piste à forte vitesse au même endroit et encastre sa monoplace dans le camion-grue  qui procédait à l'évacuation de la Sauber C33. Ce grave accident provoque la sortie de la voiture de sécurité, puis l'arrêt définitif de la course au drapeau rouge afin de procéder à l'évacuation de Jules Bianchi, inconscient et victime d'un hématome intracrânien. Lewis Hamilton remporte sa huitième victoire de la saison, sa trentième devant Nico Rosberg qui permet à Mercedes de réaliser son huitième doublé de l'année. Sebastian Vettel complète le podium ; suivent pour les points Ricciardo, Button, Bottas, Massa, Hülkenberg, Vergne et Pérez,,.
Alors qu'une enquête sur les circonstances de l'accident de Jules Bianchi est en cours, Jean Todt, le président de la Fédération internationale de l'automobile, a demandé un rapport à Charlie Whiting, directeur de course sur les Grands Prix, après la diffusion sur internet d'une vidéo montrant un commissaire de course agitant un drapeau vert au moment de la collision de Jules Bianchi avec l'engin de levage. Ce rapport doit déterminer si une faute a été commise par la direction de la course ou par le commissaire, l'engin de levage ne se trouvant peut-être plus dans la zone du poste des commissaires no 12,.

### Classement de la course
- La course s'achève sur drapeau rouge, derrière la voiture de sécurité, après quarante-six tours sur les cinquante-trois prévus. Les écarts au classement ci-dessous sont ceux pris sur la ligne de chronométrage deux tours précédant l'interruption comme le dit l'article 42.8 du règlement sportif. Plus de 75 % de la distance du Grand Prix étant couverts, les points sont attribués pleinement.

| Pos. | no | Pilote            | Écurie               | Tours | Temps/Abandon                           | Grille | Points |
| ---- | -- | ----------------- | -------------------- | ----- | --------------------------------------- | ------ | ------ |
| 1    | 44 | Lewis Hamilton    | Mercedes             | 44    | 1 h 51 min 43 s 021 (137,065 km/h)      | 2      | 25     |
| 2    | 6  | Nico Rosberg      | Mercedes             | 44    | + 9 s 180                               | 1      | 18     |
| 3    | 1  | Sebastian Vettel  | Red Bull-Renault     | 44    | + 29 s 122                              | 9      | 15     |
| 4    | 3  | Daniel Ricciardo  | Red Bull-Renault     | 44    | + 38 s 818                              | 6      | 12     |
| 5    | 22 | Jenson Button     | McLaren-Mercedes     | 44    | + 1 min 07 s 550                        | 8      | 10     |
| 6    | 77 | Valtteri Bottas   | Williams-Mercedes    | 44    | + 1 min 53 s 773                        | 3      | 8      |
| 7    | 19 | Felipe Massa      | Williams-Mercedes    | 44    | + 1 min 55 s 126                        | 4      | 6      |
| 8    | 27 | Nico Hülkenberg   | Force India-Mercedes | 44    | + 1 min 55 s 948                        | 13     | 4      |
| 9    | 25 | Jean-Éric Vergne  | Toro Rosso-Renault   | 44    | + 2 min 07 s 638                        | 20     | 2      |
| 10   | 11 | Sergio Pérez      | Force India-Mercedes | 43    | + 1 tour                                | 11     | 1      |
| 11   | 26 | Daniil Kvyat      | Toro Rosso-Renault   | 43    | + 1 tour                                | 12     |        |
| 12   | 7  | Kimi Räikkönen    | Ferrari              | 43    | + 1 tour                                | 10     |        |
| 13   | 21 | Esteban Gutiérrez | Sauber-Ferrari       | 43    | + 1 tour                                | 15     |        |
| 14   | 20 | Kevin Magnussen   | McLaren-Mercedes     | 43    | + 1 tour                                | 7      |        |
| 15   | 8  | Romain Grosjean   | Lotus-Renault        | 43    | + 1 tour                                | 16     |        |
| 16   | 13 | Pastor Maldonado  | Lotus-Renault        | 43    | + 1 tour (dont 20 secondes de pénalité) | 22     |        |
| 17   | 9  | Marcus Ericsson   | Caterham-Renault     | 43    | + 1 tour                                | 17     |        |
| 18   | 4  | Max Chilton       | Marussia-Ferrari     | 43    | + 1 tour                                | 21     |        |
| 19   | 10 | Kamui Kobayashi   | Caterham-Renault     | 43    | + 1 tour                                | 19     |        |
| 20   | 17 | Jules Bianchi     | Marussia-Ferrari     | 41    | Accident                                | 18     |        |
| 21   | 99 | Adrian Sutil      | Sauber-Ferrari       | 40    | Accident                                | 14     |        |
| Abd. | 14 | Fernando Alonso   | Ferrari              | 2     | Électronique                            | 5      |        |

### Pole position et record du tour
Nico Rosberg part en pole position pour la douzième fois de sa carrière, la huitième fois de la saison et la première fois au Japon. 
- Pole position :  Nico Rosberg (Mercedes Grand Prix) en 1 min 32 s 506 (225,988 km/h)[34].
- Meilleur tour en course :   Lewis Hamilton (Mercedes Grand Prix) en 1 min 51  s 600 (187,323 km/h) au trente-neuvième tour[35].

### Tours en tête
- Nico Rosberg : 26 tours (1-12 / 15-28)[36]
- Lewis Hamilton : 18 tours (13-14 / 29-44)

## Classements généraux à l'issue de la course
| Pos. | Pilote           | Écurie               | Points |
| ---- | ---------------- | -------------------- | ------ |
| 1    | Lewis Hamilton   | Mercedes             | 266    |
| 2    | Nico Rosberg     | Mercedes             | 256    |
| 3    | Daniel Ricciardo | Red Bull-Renault     | 193    |
| 4    | Sebastian Vettel | Red Bull-Renault     | 139    |
| 5    | Fernando Alonso  | Ferrari              | 133    |
| 6    | Valtteri Bottas  | Williams-Mercedes    | 130    |
| 7    | Jenson Button    | McLaren-Mercedes     | 82     |
| 8    | Nico Hülkenberg  | Force India-Mercedes | 76     |
| 9    | Felipe Massa     | Williams-Mercedes    | 71     |
| 10   | Sergio Pérez     | Force India-Mercedes | 46     |
| 11   | Kimi Räikkönen   | Ferrari              | 45     |
| 12   | Kevin Magnussen  | McLaren-Mercedes     | 39     |
| 13   | Jean-Éric Vergne | Toro Rosso-Renault   | 21     |
| 14   | Romain Grosjean  | Lotus-Renault        | 8      |
| 15   | Daniil Kvyat     | Toro Rosso-Renault   | 8      |
| 16   | Jules Bianchi    | Marussia-Ferrari     | 2      |

| Pos. | Écurie               | Points |
| ---- | -------------------- | ------ |
| 1    | Mercedes             | 522    |
| 2    | Red Bull-Renault     | 332    |
| 3    | Williams-Mercedes    | 201    |
| 4    | Ferrari              | 178    |
| 5    | Force India-Mercedes | 122    |
| 6    | McLaren-Mercedes     | 121    |
| 7    | Toro Rosso-Renault   | 29     |
| 8    | Lotus-Renault        | 8      |
| 9    | Marussia-Ferrari     | 2      |

## Statistiques
Le Grand Prix du Japon 2014 représente :
- la 12e pole position de sa carrière pour Nico Rosberg[39] ;
- la 30e victoire de sa carrière pour Lewis Hamilton[40] ;
- la 25e victoire pour Mercedes en tant que constructeur[41] ;
- la 111e victoire pour Mercedes en tant que motoriste[42] ;
- le 13e doublé pour Mercedes en tant que constructeur, le huitième de la saison[43] ;
- le 34e et dernier Grand Prix de Jules Bianchi.

Au cours de ce Grand Prix :
- La série de Grands Prix consécutifs dans les points de la Scuderia Ferrari s'arrête après 81 courses[44],[45] ;
- Max Verstappen devient, à dix-sept ans et trois jours, le plus jeune pilote de l'histoire à prendre part à une séance officielle d'essais libres dans le cadre d'un Grand Prix de Formule 1[46],[47],[48],[49] ;
- Mika Salo (110 Grands Prix disputés entre 1994 et 2002, deux podiums et 33 points inscrits, double vainqueur des 24 Heures du Mans  en catégorie GT2) est nommé assistant des commissaires de course pour ce Grand Prix. Il a déjà officié à ce poste lors du Grand Prix de Bahreïn 2013 et lors du Grand Prix d'Europe 2012[50],[51] ;
- Seul Daniel Ricciardo, à quatre Grands Prix de la fin du championnat et avec 125 points au maximum à récolter, reste en course pour le titre mondial face aux deux pilotes Mercedes Lewis Hamilton et Nico Rosberg.